# Президентство Петра Порошенко
Президентство Петра Порошенко — деятельность Петра Порошенко в должности президента Украины (2014—2019).

## Предвыборная кампания
Социологический опрос, проведённый Киевским международным институтом социологии в конце февраля — начале марта 2014 года, показал, что в предпочтениях избирателей относительно поста президента лидирует народный депутат Пётр Порошенко, получивший 19 % голосов, на втором месте с 12 % шёл Виталий Кличко. Порошенко лидировал и по результатам опроса, проведённого Центром социальных и маркетинговых исследований СОЦИС.
29 марта на съезде партии «УДАР» Виталий Кличко заявил, что поддержит на выборах кандидатуру Порошенко. Позднее он призвал Юлию Тимошенко сняться с выборов в пользу Порошенко, однако та категорически отказалась снимать свою кандидатуру.
Предвыборная кампания Порошенко проходила под девизом «Жить по-новому» (укр. Жити по новому). Ключевыми обещаниями было завершение войны, безвизовый режим с ЕС, повышение денежного довольствия для военнослужащих и реформирование армии, децентрализация управления, реформа милиции, досрочные выборы в Верховную раду, создание общественного телевидения. Порошенко обещал избирателям продать весь свой бизнес, кроме «5 канала».
На предвыборную кампанию избирательный фонд Петра Порошенко потратил более 90 миллионов гривен.

## Инаугурация
7 июня 2014 года состоялась инаугурация Петра Порошенко, который стал пятым президентом Украины. На торжестве присутствовали 56 международных делегаций: 23 на уровне глав государств, правительств парламентов и руководителей международных организаций; 5 — на уровне вице-премьер-министров, а также на уровне министров иностранных дел и послов, в том числе вице-президент США Джо Байден, президент Польши Бронислав Коморовский, президент Литвы Даля Грибаускайте, президент Европейского Совета Герман ван Ромпей, генеральный секретарь ОБСЕ Ламберто Заньер.
Во время инаугурации Порошенко заявил, что идёт в президенты Украины для того, чтобы сохранить и укрепить единство страны и добиться мира, пообещал уже в 2014 году начать реформу по децентрализации.
В своей инаугурационной речи Пётр Порошенко заявлял: «С чем я как президент приеду к вам в самое ближайшее время? С миром. С проектом децентрализации власти. С гарантией свободного использования в вашем регионе русского языка. С твёрдым намерением не делить украинцев на правильных и неправильных. С уважительным отношением к специфике регионов, к праву местных общин на свои нюансы в вопросах исторической памяти, пантеона героев, религиозных традиций».

## Правительства

### Правительство Гройсмана
В сентябре 2016 года на фоне новой договорённости о прекращении огня в Донбассе правительство Гройсмана одобрило стратегию восстановления мира на временно оккупированных территориях. Приоритетным положением мирного плана, который огласил премьер-министр, стала реализация комплекса социально-экономических мер по «поддержке экономической активности и роста уровня жизни населения, восстановлению разрушенной инфраструктуры и созданию условий для социальной стабильности».

## Война в Донбассе

### Мирный план
Одним из главных предвыборных обещаний Петра Порошенко было завершение войны на востоке Украины. В ходе инаугурации он впервые рассказал о своём плане урегулирования конфликта, который предусматривал создание «коридора» для российских наёмников для их возвращения в Россию, освобождение от уголовной ответственности тех, кто сложит оружие, диалог с легитимными представителями украинской власти в Донбассе и гражданами, гарантии свободного использования русского языка в регионе и досрочные выборы.
19 июня 2014 года Порошенко представил план мирного урегулирования конфликта в Донбассе, который предусматривал:
- гарантии безопасности для всех участников переговоров,
- освобождение от уголовной ответственности тех, кто сложил оружие и не осуществил тяжких преступлений,
- освобождение заложников,
- создание 10-километровой буферной зоны на российско-украинской государственной границе и вывод незаконных вооружённых формирований,
- гарантированный коридор для выхода российских и украинских наёмников,
- разоружение,
- создание в структуре МВД подразделений для осуществления совместного патрулирования,
- освобождение незаконно удерживаемых административных зданий в Донецкой и Луганской областях,
- восстановление деятельности местных органов власти,
- возобновление центрального теле- и радиовещания в Донецкой и Луганской областях,
- децентрализацию власти, защиту русского языка,
- согласование допуска губернаторов к выборам с представителями Донбасса,
- досрочные местные и парламентские выборы,
- программу создания рабочих мест в регионе.

20 июня, во время своего первого рабочего визита в Донбасс, Порошенко объявил одностороннее прекращение огня и заявил, что это делается для того, чтобы террористы могли сложить оружие, а те, кто этого не сделают, будут уничтожены.

### Боевые действия и попытки урегулирования конфликта
1 июля в обращении к украинцам Порошенко заявил, что срок действия одностороннего прекращения огня истёк, а поэтому «мы будем наступать и освобождать нашу землю». В результате наступления украинской армии к 27 июля под её контроль перешло более 60 городов и сёл в Донецкой и Луганской областях. Украинские силы, вчетверо сократив территорию, контролировавшуюся сепаратистами с начала боевых действий, практически взяли Донецк и Луганск в кольцо окружения. Но в середине августа, после смены руководства самопровозглашённых «ДНР» и «ЛНР», новые лидеры террористов объявили о получении существенного подкрепления. Согласно официальной украинской версии, на территорию Украины вторглись регулярные российские войска. В ходе начавшегося контрнаступления в окружении («котлах») оказались несколько тысяч украинских военных, Украина утратила контроль над значительными территориями.
5 сентября в Минске было подписано соглашение о перемирии («Протокол по итогам консультаций Трёхсторонней контактной группы относительно совместных шагов, направленных на имплементацию Мирного плана президента Украины Петра Порошенко и инициатив президента России Владимира Путина»), после чего интенсивность боевых действий снизилась, однако на отдельных направлениях столкновения и обстрелы продолжались.
В середине января 2015 года стороны конфликта фактически перестали выполнять условия мирного соглашения. В результате возобновившихся активных боевых действий на всём протяжении фронта к началу февраля вооружённым формированиям непризнанных республик удалось добиться некоторых успехов. В ходе переговоров лидеров «нормандской четвёрки» (Германия, Россия, Украина и Франция) в Минске 11—12 февраля был согласован и подписан новый комплекс мер по выполнению сентябрьского соглашения о перемирии. Позднее Минские договорённости были одобрены специальной резолюцией Совета Безопасности ООН, однако за годы, прошедшие со времени их подписания, фактически ни один из их пунктов не был выполнен. Россия обвиняла Украину в саботировании политической части минских договорённостей (предусматривающей принятие на постоянной основе особого статуса отдельных районов Донецкой и Луганской областей, закрепление его в Конституции Украины, проведение амнистии и организацию местных выборов), настаивая на том, что только после выполнения этих и ряда других пунктов соглашения может быть восстановлен контроль правительства Украины над всей российско-украинской границей. Украина заявляла о приоритетной необходимости устойчивого прекращения огня, а также установления контроля над всей границей между непризнанными республиками и Россией как ключевого условия, способствующего возвращению этих территорий в состав украинского государства.
20 октября 2016 года Порошенко заявил, что выборы в Донбассе будут проведены только после обеспечения безопасности и вывода оттуда иностранных войск. С этой целью Украина предлагала ввести на неконтролируемую территорию, включая российско-украинскую границу, полицейскую миссию ОБСЕ. Украинская сторона также требовала вернуть под украинский контроль Дебальцево.
С середины 2017 года руководство Украины, учитывая то, что процесс урегулирования кризиса в «нормандском формате» на основе Минских соглашений зашёл в тупик, сделало ставку на укрепление контактов с американской администрацией Дональда Трампа и достижение урегулирования в Донбассе на основе задействования миротворческого контингента ООН и усиления санкционного давления на Россию. Украинское руководство, США и Евросоюз рассматривают вооружённый конфликт в Донбассе как проявление агрессии со стороны России. Российское руководство настаивает на том, что речь идёт о внутреннем конфликте, в котором Россия является одной из посредничающих сторон между украинскими властями и непризнанными республиками.
18 января 2018 года Верховная рада Украины приняла закон «Об особенностях государственной политики по обеспечению государственного суверенитета Украины над временно оккупированными территориями в Донецкой и Луганской областях», регламентирующий отношения с неподконтрольными территориями и механизм их возвращения в состав Украины. Закон в его окончательном виде, по оценкам ряда российских политических экспертов, фактически зафиксировал отказ украинских властей от минских договорённостей. Россия в документе названа «агрессором», а неподконтрольные украинскому правительству территории — «оккупированными». 20 февраля президент Украины Пётр Порошенко подписал закон, а 24 февраля он вступил в силу.

### Торговая и транспортная блокада Донбасса
25 января 2017 года ветераны добровольческих батальонов и активисты украинских националистических организаций объявили блокаду железной дороги в Луганской и Донецкой областях, требуя остановить торговлю с неподконтрольными украинским властям территориями. Эти действия возглавили бывший командир батальона «Донбасс», депутат Рады Семён Семенченко, его однопартиец Егор Соболев и внефракционный депутат Владимир Парасюк. Акция, проходившая под лозунгами недопустимости «торговли с врагом» и «бизнеса на крови», получила поддержку парламентских фракций «Самопомощь» и «Батькивщина» и пользовалась популярностью у значительной части общества — в особенности в Киеве. Полагают[кто?], что эту акцию спонсировали противники Порошенко — мэр Львова Андрей Садовый и бывший глава днепропетровской обладминистрации Игорь Коломойский.
Уже в феврале 2017 года в результате транспортной блокады прекратились поставки сырья на металлургические заводы, расположенные на неподконтрольных Украине территориях, и поставки угля на Украину. Украинская прокуратура открыла уголовное производство по факту блокирования железной дороги. 16 февраля и сам Порошенко выступил против блокады, заявив, что её участники наносят вред в первую очередь украинскому государству. Правительству Украины пришлось объявить режим чрезвычайной ситуации из-за энергетического кризиса. Однако никаких практических мер, направленных на снятие блокады, украинские власти не приняли.
Блокаду, подрывающую украинскую экономику, осудили представители и Евросоюза, и США. Делая ставку на Порошенко, Европа и США испытывали беспокойство по поводу активности радикальных националистических сил, но понимали, что Порошенко оказался в непростой ситуации: учитывая настрой общественного мнения, особенно в Киеве, он не может открыто выступать против радикальных сил.
27 февраля главы самопровозглашённых Донецкой и Луганской народных республик Александр Захарченко и Игорь Плотницкий потребовали от украинских властей до 1 марта снять блокаду Донбасса, иначе ДНР и ЛНР примут ответные экономические меры — введут внешнее управление на всех предприятиях украинской юрисдикции, работающих в ДНР и ЛНР, и перестанут поставлять уголь на Украину. В начале марта в непризнанных республиках заявили о введении «временной администрации» примерно в 50 компаниях.
16 марта Порошенко пошёл на уступку активистам и подписал указ, которым было введено в действие решение СНБО от 15 марта 2017 года «О неотложных дополнительных мерах по противодействию гибридным угрозам национальной безопасности Украины», предусматривавшего прекращение перемещения грузов через линию столкновения в Донецкой и Луганской областях «временно, до реализации пунктов 1 и 2 Минского „Комплекса мер“ от 12 февраля 2015 года, а также до возвращения захваченных предприятий к функционированию в соответствии с законодательством Украины». Транспортная блокада сохраняется до настоящего времени.

## Курс на евроатлантическую интеграцию

### Евросоюз
27 июня 2014 года президент Порошенко и представители Евросоюза подписали экономическую часть Соглашения об ассоциации между Украиной и Европейским союзом. Политический блок Соглашения был подписан ещё до президентских выборов, в марте 2014 года.
На церемонии подписания Соглашения об ассоциации Порошенко заявил:

Украина как европейское государство, которое имеет одинаковые [европейские] ценности — верховенство закона и свободы, настаивает на будущем членстве Украины в ЕС. Соглашение об ассоциации — это инструмент подготовки к будущему присоединению.
16 сентября 2014 года Верховная рада Украины ратифицировала Соглашение об ассоциации и приняла постановление «О европейском выборе Украины». В нём, в частности, было отмечено, что Верховная рада рассматривает ратификацию Соглашения об ассоциации не только как стимулирующий фактор для осуществления дальнейших реформ на Украине, но также как очередной шаг на пути к достижению конечной цели европейской интеграции — приобретению полноправного членства в Европейском союзе.
Ратификация Соглашения была завершена со стороны Евросоюза 11 июля 2017 года. Соглашение полностью вступило в силу 1 сентября 2017 года.
17 мая 2017 года руководство Украины и ЕС подписали документ о введении безвизового режима для въезда украинцев в Европу. Торжественное подписание акта состоялось в ходе рабочего визита президента Порошенко в Европарламент. Введение безвизового режима предоставило украинцам право свободно передвигаться по территории 30 государств. Это 22 страны, входящие в ЕС и Шенгенскую зону, четыре страны Шенгенской зоны, не входящие в ЕС (Швейцария, Исландия, Норвегия, Лихтенштейн), и четыре страны ЕС, не входящие в Шенгенскую зону (Кипр, Румыния, Болгария, Хорватия).
В октябре 2018 года Порошенко с гордостью объявил, что, по данным Украинских железных дорог, после оформления безвизового режима с ЕС пассажиропоток на европейских направлениях в поездах превысил поток в Россию: «Украинцы выбирают Европу!».

### НАТО
Выступая на открытии сессии Верховной рады 27 ноября 2014 года, Порошенко заявил о возобновлении курса на интеграцию Украины в НАТО, поскольку внеблоковый «статус Украины не может гарантировать нашу безопасность и территориальную целостность».
23 декабря того же года Верховная рада проголосовала за законопроект об отмене внеблокового статуса страны. В пояснительной записке к законопроекту указывалось, что внеблоковый статус оказался неэффективным с точки зрения защиты государства от внешнего давления и агрессии. В законе «Об основах внутренней и внешней политики» закреплена норма об углублении сотрудничества с НАТО «для достижения критериев, необходимых для приобретения членства в этой организации».
29 декабря Порошенко пообещал, что по вопросу о вступлении в НАТО будет проведён референдум. 2 февраля 2017 года Порошенко в интервью изданиям немецкой медиагруппы Funke вновь заявил о намерении провести референдум по вступлению в НАТО. Оба заявления так и остались декларацией.
Согласно новой редакции Военной доктрины Украины, обнародованной 24 сентября 2015 года на официальном сайте президента Украины, Украина считает приоритетной задачей углубление сотрудничества с НАТО и достижение до 2020 года полной совместимости ВСУ с соответствующими силами стран-членов НАТО. Отказываясь от внеблокового статуса, Украина намерена изменить подходы к обеспечению национальной безопасности, уделяя приоритет «участию в усовершенствовании и развитии евроатлантической и европейской систем коллективной безопасности». «Для этого Украина будет интегрироваться в европейское политическое, экономическое, правовое пространство с целью получения членства в ЕС, а также углублять сотрудничество с НАТО для достижения критериев, необходимых для членства в этой организации», — говорится в документе.
Углубление сотрудничества с НАТО предусматривает развитие многосторонних отношений, в частности в рамках Хартии об особом партнёрстве между Украиной и НАТО, программы «Партнёрство ради мира», Концепции оперативных возможностей НАТО (ОСС), Процесса планирования и оценки Сил НАТО (PARP) и Средиземноморского диалога, участие в совместных с НАТО операциях, реформирование ВСУ с целью внедрения стандартов НАТО, обеспечения мобильности ВСУ и оперативности их развёртывания, обеспечение подготовленности личного состава, технической совместимости вооружения, военной и специальной техники, а также оперативной совместимости подразделений ВСУ и государств-членов НАТО.
8 июня 2017 года Верховная рада проголосовала за законопроект, которым закрепила на законодательном уровне интеграцию Украины в евроатлантическое пространство безопасности с целью обретения членства в НАТО в качестве одного из приоритетов внешней политики. 10 июля генсек НАТО Йенс Столтенберг открыл новый офис организации в Киеве для размещения Офиса связи и Центра информации и документации Североатлантического альянса.
Как стало известно 10 марта 2018 года, Украина получила статус страны-аспиранта НАТО. В тот же день президент Украины Порошенко направил руководству НАТО письмо, в котором попросил предоставить его стране план действий по членству в НАТО. Спецпредставитель США по Украине Курт Волкер заявил, однако, что Украина пока не готова к тому, чтобы стать полноправным членом организации.
5 июля 2018 года Порошенко подписал закон «О национальной безопасности Украины», который, по его словам, «будет способствовать достижению совместимости в оборонной сфере со странами НАТО». Закон устанавливает гражданский контроль над деятельностью Минобороны и СБУ.
12 июля в Брюсселе в рамках саммита НАТО состоялось заседание в формате Украина—Грузия—НАТО (NATO Engages), в котором приняли участие президенты Пётр Порошенко и Георгий Маргвелашвили. Как следовало из их совместного выступления, стремиться в НАТО Украину и Грузию страны заставляют действия России. Как заявил Порошенко, «Один из постоянных членов Совбеза ООН — агрессор. В этих условиях единственный механизм, который работает,— это НАТО». По словам Порошенко, вступление в НАТО — это «цивилизационный выбор, который однозначно поддерживается народом Украины… Мы не будем ни у кого спрашивать разрешения, стать членом НАТО или нет». В декларации по итогам саммита НАТО было заявлено, что Украина имеет право «определять своё будущее и курс внешней политики, свободный от внешнего вмешательства».
Тем не менее генеральный секретарь НАТО Йенс Столтенберг объявил, что НАТО пока не будет предлагать Украине участие в программе расширенных возможностей (Enhanced Opportunity Program), которая позволяет дружественным странам взаимодействовать в рамках совместных операций и учений. Как заявляют в штаб-квартире НАТО, взаимодействие с Украиной ведётся в иных форматах, связанных с конфликтом в Донбассе и необходимостью «немедленных реформ»: НАТО оказывает Украине поддержку путём предоставления советников из стран альянса, а также через трастовые фонды помощи ВСУ.
В сентябре 2018 года Порошенко внёс в Раду проект изменений в Конституцию страны, предусматривающий закрепление в ней европейского и евроатлантического курса Украины. 7 февраля 2019 года Верховная рада приняла этот законопроект, после чего 19 февраля Порошенко его подписал. Таким образом, в преамбуле Конституции закреплена формулировка о «европейской идентичности украинского народа и необратимости европейского и евроатлантического курса Украины», а в ст. 102 полномочия главы государства были расширены: он стал «гарантом реализации стратегического курса государства на приобретение полноправного членства в Европейском союзе и Организации Североатлантического договора».
20 апреля 2019 года Порошенко своим указом «Вопросы европейской и евроатлантической интеграции» утвердил план реализации курса страны на вступление в ЕС и НАТО.

## Отношения с Россией
Уже в 2014 году Украина присоединилась к антироссийским санкциям Запада.
Украина прекратила сотрудничество с Российской Федерацией в военной сфере, отказалась от сотрудничества с Россией при строительстве третьего и четвёртого блоков Хмельницкой АЭС, запретила на своей территории кредитно-депозитные операции в российских рублях, ввела санкции против российских банков, ввела запрет на деятельность на территории Украины российских платёжных систем, полностью прекратила воздушное сообщение с Россией, запретила российским авиакомпаниям осуществление транзитных рейсов через воздушное пространство Украины, денонсировала десятки соглашений о сотрудничестве с Россией в различных сферах, ввела ограничения на въезд в страну российских граждан, запретила вещание российских телеканалов.
10 декабря 2018 года Порошенко подписал закон о прекращении, в связи с вооружённой агрессией России в отношении Украины, Договора о дружбе, сотрудничестве и партнерстве с Российской Федерацией. Действие договора было прекращено 1 апреля 2019 года.
В феврале 2019 года в ходе дебатов на Генассамблее ООН Порошенко предложил лишить Россию права вето в Совете Безопасности ООН за её агрессивное поведение против Украины.

### Крым
Одной из основных целей, декларированных Порошенко при вступлении в должность президента, было возвращение Крыма в состав Украины. 26 июня 2014 года, выступая в ПАСЕ, Порошенко заявил, что двусторонние отношения с Россией не могут быть нормализованы, если Россия не вернёт Крым.
Украина не признаёт аннексия Крыма Россией и считает полуостров временно оккупированной территорией.
4 июля 2014 года Украина официально закрыла крымские порты. В августе 2014 года Порошенко подписал закон «О создании свободной экономической зоны „Крым“ и об особенностях осуществления экономической деятельности на временно оккупированной территории Украины». 20 августа был издан указ президента Украины «Об Уполномоченном Президента Украины по делам крымскотатарского народа».
27 декабря 2014 года, на основании решения СНБО Украины, был введён запрет на осуществление пассажирского сообщения с Республикой Крым украинскими железнодорожными и автоперевозчиками.
В сентябре 2015 года Порошенко поддержал так называемую «гражданскую блокаду Крыма», имевшую целью прекращение поставок продовольствия на полуостров, введённую по инициативе группы лидеров меджлиса крымскотатарского народа. Порошенко заявил, что целью этой акции является «скорейшее возобновление государственного суверенитета над полуостровом».
23 ноября 2015 года правительство Украины в ответ на обращение президента Порошенко, предложившего прекратить грузовое и железнодорожное транспортное сообщение и товарооборот с Крымом, объявило о введении временного запрета на передвижение грузового автотранспорта через границу с Крымом.

#### Статус Азовского моря и Керченского пролива
После аннексии Крыма к РФ под российский контроль полностью перешёл Керченский пролив, который Россия рассматривает как часть своих территориальных вод и де-факто осуществляет самостоятельное регулирование судоходства в нём. Украина, не признающая Крымский полуостров частью России, не признаёт и прилегающие к нему воды территориальными водами РФ.
16 сентября 2016 года Украина инициировала в Постоянной палате третейского суда разбирательство с Россией в рамках Конвенции ООН по морскому праву. 19 февраля 2018 года Украина представила в Постоянную палату третейского суда меморандум, в котором обвинила Россию в нарушении суверенных прав Украины в Чёрном и Азовском морях и в Керченском проливе. Украина требует прекратить нарушение Россией Конвенции ООН по морскому праву, подтвердить права Украины в Чёрном и Азовском морях и в Керченском проливе, обязать Россию уважать суверенные права Украины в её водах, прекратить расхищение украинских природных ресурсов, а также выплатить компенсацию за причинённый ущерб.
В марте 2018 года произошло обострение украинско-российского конфликта вокруг Азово-Керченской акватории, вызванное задержанием украинскими пограничниками крымского рыболовецкого судна «Норд», шедшего под российским флагом. Россия в ответ усилила досмотр судов, проходящих через Керченский пролив. Ужесточение процедур досмотра вызвало негативную реакцию властей Украины. Украина обвинила Россию в попытках «начать военно-экономическую блокаду Азовского побережья Украины» и, чтобы «адекватно противостоять» действиям России, предприняла шаги по усилению своего военно-морского присутствия в регионе; в частности, было объявлено о намерении до конца 2018 года создать на море базу ВМС.
25 ноября 2018 года в Керченском проливе произошёл вооружённый инцидент, в ходе которого Вооружённые силы РФ и корабли Береговой охраны Пограничной службы ФСБ России с применением оружия задержали корабли Военно-морских сил Украины, пытавшиеся пройти через Керченский пролив. 26 ноября президент Порошенко ввёл в 10 областях и территориальном море Украины военное положение сроком на 30 дней.

## Украина и СНГ
12 апреля 2018 года президент Порошенко предложил правительству подготовить предложения по официальному прекращению участия украинского государства в СНГ. «Учитывая тот факт, что Украина никогда не была и не является сейчас членом СНГ, а также отказ этой структуры осудить российскую агрессию, просил бы, чтобы мы совместно с правительством наработали позиции об официальном прекращении нашего участия в уставных органах СНГ»,— заявил он, выступая на XI Киевском форуме по безопасности.
Возможность отказа Украины от статуса наблюдателя в СНГ обсуждается с 2005 года, когда президентом был Виктор Ющенко. В ходе крымских событий предложения по разрыву с СНГ активизировались: Украина отказалась от дальнейшего председательства в СНГ, секретарь СНБО Украины Андрей Парубий объявил о «решении начать процесс выхода из СНГ». В том же году депутаты Верховной рады подготовили проект постановления о прекращении членства и участия Украины в органах СНГ. МИД Украины при участии других ведомств подготовил предложения не только по окончательному выходу из СНГ, но и по расторжению Большого украинско-российского Договора о дружбе, сотрудничестве и партнёрстве, подписанного в 1997 году. Эти предложения были представлены в парламентский комитет по иностранным делам, где их поддержали представители «Блока Петра Порошенко» и другие депутаты.
В мае 2018 года Порошенко пообещал вывести страну из договоров СНГ, подписанных в годы членства Украины в этой организации. На официальном сайте президента Украины были приведены его слова: «Мы, украинский народ, сделали свой европейский выбор. Мы уверенно выходим из сферы российского влияния… Украина, начиная с Беловежской пущи, рассматривала СНГ как инструмент цивилизованного развода с империей. Цивилизованного по российской вине не получилось. Москва стремилась превратить содружество в обновлённую империю, где бы все, как в старые советские времена, сверяли часы по Спасской башне Кремля. Поэтому Украина не ратифицировала Устав СНГ и так и не стала, и не собиралась становиться, полноценной участницей СНГ. Теперь мы внимательно пересмотрим все международные договора, заключённые в рамках СНГ, и выйдем из тех, в которых найдём хотя бы малейшее несоответствие национальным интересам».
Он подписал указ о прекращении участия Украины в работе органов Содружества независимых государств и закрытии постоянного представительства в штаб-квартире этой организации, которая расположена в Минске.

## Декоммунизация
В мае 2014 года исполняющий обязанности президента Украины Александр Турчинов инициировал проверку Коммунистической партии Украины на предмет её связи с протестами на востоке Украины. 22 июля Верховная рада проголосовала за роспуск фракции КПУ. Решение вступило в силу в тот же день после подписания президентом Петром Порошенко. Компартия Украины была фактически полностью отстранена от участия в политической жизни страны. В июле 2014 года Минюст Украины подал ходатайство о запрете Коммунистической партии Украины в связи с тем, что КПУ якобы «совершает действия, направленные на изменение конституционного строя насильственным путём, нарушение суверенитета и территориальной целостности страны, ведёт пропаганду насилия, разжигание межэтнической вражды». В декабре 2015 года Киевский суд завершил рассмотрение дела по иску Минюста, постановив запретить деятельность КПУ на территории страны.
9 апреля 2015 года Рада приняла так называемый декоммунизационный пакет из четырёх законов:
- закон «Об осуждении коммунистического и национал-социалистического (нацистского) тоталитарных режимов на Украине и запрете пропагандирования их символики»[95][96][97][98];
- закон «О правовом статусе и памяти участников борьбы за независимость Украины в XX веке»;
- закон «Об увековечении победы над нацизмом во Второй мировой войне 1939—1945 годов»[закон 1];
- «О доступе к архивам репрессивных органов коммунистического тоталитарного режима 1917—1991 годов» (закон № 316-VIII)[закон 2].

12 мая 2016 года Верховная рада приняла постановления о переименовании населённых пунктов и районов на территориях, неподконтрольных Украине. Среди них 37 населённых пунктов и один район в Донецкой области, 36 населённых пунктов в Луганской области, а также пять районов и 70 населённых пунктов в Крыму. В пояснительной записке к постановлениям указано: «Переименование географических объектов связано с необходимостью приведения названий географических объектов в соответствие с требованиями закона Украины „Об осуждении коммунистического и национал-социалистического (нацистского) тоталитарных режимов на Украине и запрете пропаганды их символики“». Это не первое переименование населённых пунктов на Украине в рамках закона о декоммунизации. 2 апреля 2016 года вступило в силу решение Рады о переименовании 151 села и посёлка и одного города в 16 областях Украины.
15 мая 2016 года Порошенко, выступая на церемонии памяти жертв политических репрессий, заявил, что в рамках проводимой декоммунизации исторические названия, существовавшие во времена Российской империи, не будут возвращены улицам и населённым пунктам. По его мнению, подобные названия можно рассматривать как применение «мягкой силы» и «идеологического наступления» в «гибридной войне». Согласно Порошенко, проблема декоммунизации является «вопросом национальной безопасности».
Характерно заявление Порошенко, сделанное в 2019 году по поводу празднования Дня Победы 9 мая. Он заявил, что Украина выработала свой собственный ритуал празднования Дня победы во Второй мировой войне и тем самым «дистанцировалась от кремлёвского победобесия»: «Мы, в отличие от Москвы, не собираемся приватизировать общую победу народов всех стран антигитлеровской коалиции. Никто не имеет права монополизировать победу над нацизмом, а тем более использовать её для апологии своей имперской политики»,— сказал Порошенко на памятной акции в Киеве 9 мая. По мнению Порошенко, победа над нацизмом в 1945 году не является поводом организовывать «ряженые „Полки Бессмертных“ по всему миру».

## «Армия! Язык! Вера!»
Взятый в 2014 году курс на разрыв с Россией четырьмя годами позже президент Порошенко окончательно сформулировал в своём предвыборном лозунге «Армия! Язык! Вера!», символизирующем окончательное размежевание: своя армия, свой язык, своя вера. Как выразился Порошенко, «Мы посылаем месседж в Москву: мы расстаёмся, окончательно и бесповоротно».
В своём послании к Верховной раде в июле 2018 года Пётр Порошенко заявил: «Мы построили боеспособную армию, мы возвращаем украинской церкви достойное место в мировом православии. Мы, наконец, защищаем, развиваем и утверждаем украинский язык. Армия, язык и вера — это не лозунг, это формула современной украинской идентичности».
С августа по стране начали появляться биллборды со слоганами: «Армия! Язык! Вера! Мы идём своим путём. Мы — Украина. Пётр Порошенко» (администрация президента при этом отрицала какое-либо отношение к ним), для продвижения лозунга «Армия! Язык! Вера!» также использовались социальные сети и телеканалы. Окружение Порошенко (депутат Игорь Кононенко и политтехнолог Игорь Грынив) позиционировало этот лозунг как президентский месседж: язык и вера — основа нации, армия — её защита, а всё вместе — фундамент, но не национальная идея. 
По мнению издания «Коммерсант», использование лозунга «Армия! Язык! Вера!» в предвыборной кампании Порошенко предполагало гораздо более акцентированную ставку на националистический электорат.

### Язык
Согласно Конституции Украины, государственным языком Украины является украинский язык. В 2012 году Верховной радой был принят закон «Об основах государственной языковой политики», благодаря которому статус регионального языка в ряде регионов Украины приобрёл русский язык. После смены власти в феврале 2014 года Верховная рада, перешедшая на сторону оппозиции, одним из первых своих действий попыталась отменить этот закон, однако и. о. президента Александр Турчинов не подписал решение Верховной рады. Закон утратил силу в 2018 году по решению Конституционного суда.
Придя к власти, Порошенко в интервью французской газете «Фигаро» сказал, что принятое Верховной радой решение лишить русский язык статуса регионального было ошибкой и что «в ходе моей предвыборной кампании я неоднократно подчёркивал, что никогда подобный закон не получит моего одобрения». Тем не менее, все законодательные инициативы в языковой сфере, принятые в ходе президентства Порошенко, были направлены на вытеснение русского языка.
В октябре 2014 года, во время рабочей поездки во Львов, Порошенко заявил, что на Украине надо говорить об особом статусе английского, а не русского языка: «Вторым языком, обязательным для изучения в школах и вузах, должен быть исключительно английский, а уж никак не русский. Свободное владение английским должно стать вторым критерием после люстрации из требований к украинскому госслужащему».
6 июля 2016 года Порошенко подписал закон «О внесении изменений в некоторые законы Украины относительно доли музыкальных произведений на государственном языке в программах телерадиоорганизаций», устанавливавший языковые квоты для радиовещания и требовавший в течение трёх лет довести долю песен на украинском языке до 35 % от среднесуточного объёма вещания, долю информационных программ на украинском языке — до 60 %. 7 июня следующего года он поставил подпись под закон о языковых квотах на телевидении (не менее 75 % передач и фильмов на украинском языке для общенациональных и региональных компаний и 60 % для местных телерадиокомпаний). Уже к концу 2018 года, как отчитались в Национальном совете по вопросам телевидения и радиовещания, доля украинского языка в эфире общенациональных телеканалов в среднем составила 92 %, в эфире общенациональных радиостанций — 86 %. «Украинский телевизионный контент» в эфире общенациональных ТВ-каналов составил 79 %, контент стран ЕС, США и Канады — 14 %, при этом российский сократился до исторического минимума в 7 %.
В сентябре 2017 года Пётр Порошенко подписал закон «Об образовании», фактически вводящий запрет на обучение в государственных учебных заведениях на любом языке, кроме украинского. Переход на обучение на украинском языке должен полностью завершиться к 1 сентября 2020 года. В апреле 2019 года из-за критики в адрес Украины со стороны ряда восточноевропейских соседей в закон были внесены поправки, предусматривающие послабления лишь для обучения на родном языке представителей национальных меньшинств Украины, чьи языки являются официальными языками Евросоюза: для них переходный период продлён до 1 сентября 2023 года. Лицам, которые принадлежат к национальным меньшинствам Украины, законом предусмотрена возможность получения дошкольного и начального образования, наряду с государственным языком, на языке соответствующего национального меньшинства — но только в коммунальных образовательных учреждениях, где для этого могут создаваться отдельные классы (группы). Возможность получения дошкольного и общего среднего образования на родном языке предусмотрена лишь для представителей так называемых «коренных народов» — также только в коммунальных образовательных учреждениях, где для этого могут создаваться отдельные классы (группы). При этом закон не содержит перечня «коренных народов».
По мнению противников закона, эти положения противоречат ст. 10 Конституции Украины, в которой указано, что украинское государство способствует развитию и русского языка, и языков других национальных меньшинств. Право свободного пользования родными языками во всех сферах общественной жизни, включая образование, гарантировалось и в Декларации прав национальностей Украины. Противоречит новый закон также закону «О ратификации Европейской хартии региональных языков или языков меньшинств» 2003 года.
Венецианская комиссия, рассмотрев положения закона, указала на то, что он предполагает дискриминацию в отношении «языков, которые не являются официальными языками ЕС, в частности, русского языка, как наиболее широко используемого негосударственного языка».
В 2018 году Порошенко подписал указ об укреплении статуса украинского языка. В марте 2019 года, выступая в ходе предвыборной кампании на мероприятии, посвящённом 205-летию со дня рождения Тараса Шевченко, Порошенко объявил, что Украина освободилась от длившейся годами «культурной оккупации» со стороны России:
Мы покончили с многолетним унижением, когда украинский язык на Украине приходилось буквально спасать. Сегодня амбиции у нас ещё выше: представить нашу культуру и язык так, чтобы их красоту и силу по достоинству оценил весь мир.
25 апреля 2019 года Верховная рада Украины приняла закон «Об обеспечении функционирования украинского языка как государственного», которым украинский язык утверждён как единственный государственный, а его обязательность и превалирование закреплены в череде сфер общественной жизни, в частности — в сфере услуг. Порошенко назвал принятие закона «ещё одним важнейшим шагом на пути ментальной независимости» украинцев: «Принятие закона — это действительно историческое решение, которое стоит рядом с восстановлением нашей армии и получением автокефалии… Украинский язык — это символ нашего народа, нашего государства и нашей нации»,— написал он на своей странице в Facebook. Порошенко также записал видеообращение, в котором пообещал, что подпишет закон, «как только он поступит мне на подпись».
Избранный президент Владимир Зеленский сдержанно отреагировал на принятие закона, отметив, что последствия этого решения «сегодня трудно спрогнозировать»: «Закон был принят без предварительного достаточно широкого обсуждения с общественностью. К проекту закона внесено более 2 тыс. поправок, что свидетельствует об отсутствии согласия в отношении отдельных его положений даже в Верховной раде», — написал он в Facebook. Зеленский пообещал после вступления в должность тщательно проанализировать закон, «чтобы убедиться, что в нём соблюдены все конституционные права и интересы всех граждан Украины».
В России принятие закона вызвало ожидаемо негативную реакцию. В Совете Федерации считают, что это «рано или поздно действительно может привести к тому, что Украина утратит юго-восток, и здесь дело абсолютно точно не в каком-то вмешательстве России, не в какой-то нашей специфичной позиции, а в том, что сама Украина, нынешняя власть совершают такие роковые ошибки, создающие угрозу для её территориальной целостности».
15 мая, за 5 дней до инаугурации Владимира Зеленского, Порошенко подписал закон, который, по его словам, направлен «на сохранение украинской государственности». Порошенко отметил в Твиттере, что при составлении закона «пытались учесть мнения всех заинтересованных сторон». «Единственное мнение, которое мы не собирались учитывать,— это мнение Москвы»,— добавил он.

### Вера
Создание самостоятельной поместной украинской православной церкви было выдвинуто Петром Порошенко в апреле 2018 года в качестве одного из основных приоритетов национальной политики. Порошенко заявлял, что вопрос автокефалии Украинской церкви есть «вопрос национальной безопасности и нашей обороны в гибридной войне, потому что Кремль рассматривает РПЦ как один из ключевых инструментов влияния на Украину».
Разрывая с Русской православной церковью, Порошенко, по его словам, намеревался «разрубить последний узел, которым империя отчаянно пытается нас привязать к себе. Мы полны решимости положить конец противоестественному и неканоническому пребыванию значительной части нашего православного сообщества в зависимости от русской церкви. Церкви, которая освящает гибридную войну Путина против Украины, которая день и ночь молится за русскую власть и за войско — тоже русское».

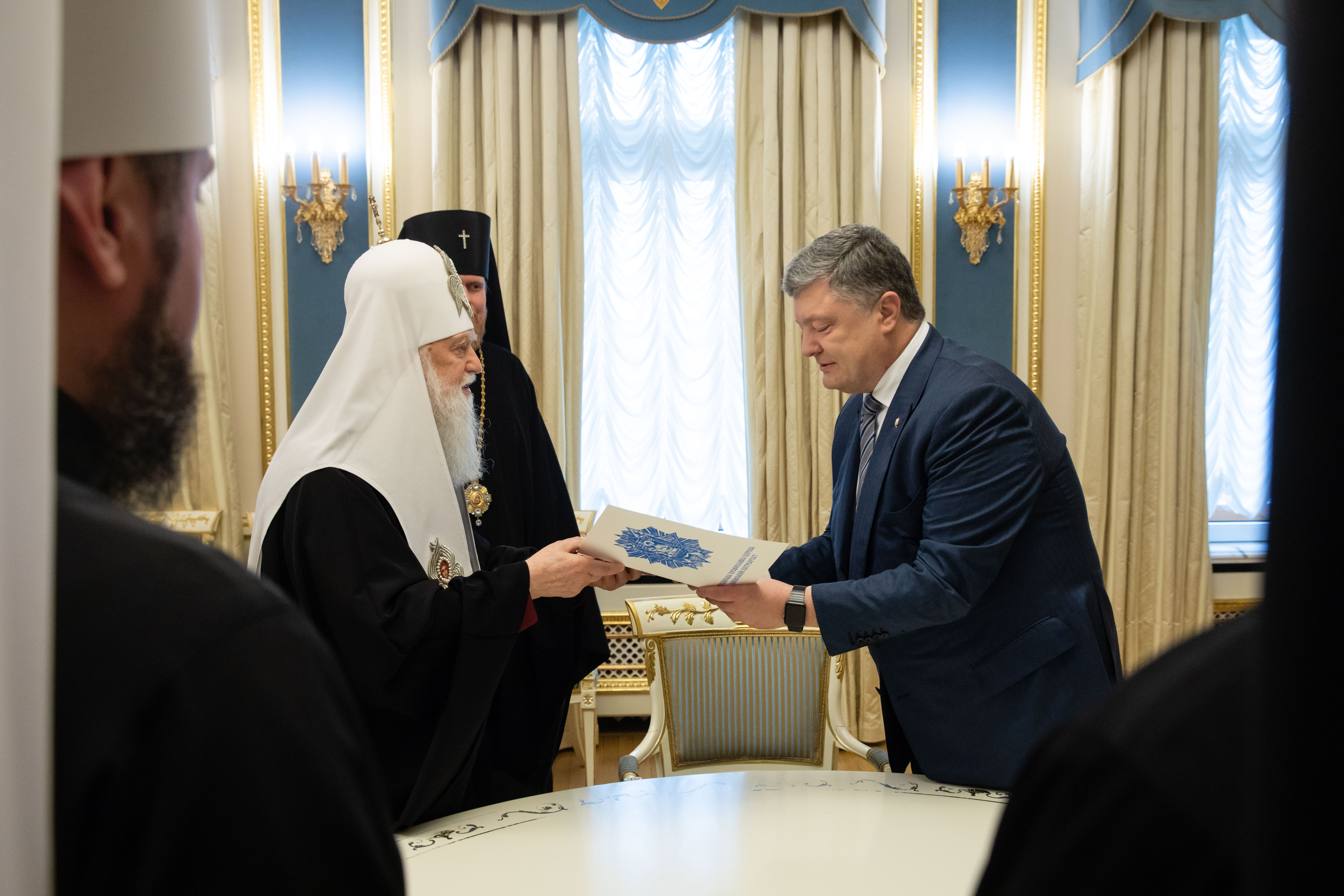
Вручение подписей патриархом Филаретом президенту Украины Петру Порошенко для передачи Вселенскому патриарху, 18 апреля 2018

9 апреля Порошенко в ходе визита в Турцию встретился со Вселенским патриархом Варфоломеем I и, как он позднее заявил, получил от патриарха заверения в том, что при наличии соответствующих к нему обращений автокефалия будет дарована. 18 апреля Порошенко провёл встречу с предстоятелями УПЦ КП, УАПЦ, УПЦ МП и официально принял Обращение для передачи Вселенскому патриарху Варфоломею о предоставлении томоса об автокефалии с подписями всех архиереев УПЦ КП и УАПЦ, которое было направлено Вселенскому патриарху Варфоломею.
В июле был получен ответ патриарха Варфоломея, где, среди прочего, было отмечено: «Признавая высокую ответственность первопрестольной Константинопольской Церкви, которая никогда не переставала и не смирялась перед незаконными и неканоническими ситуациями, которые потрясали естественное функционирование православной церкви, и в эти ответственные времена она взяла на себя инициативу восстановить единство православных верующих Украины с конечной целью даровать украинской церкви автокефалию».
В октябре Константинопольский патриархат объявил о начале процесса предоставления автокефалии Церкви Украины, восстановил в духовном сане предстоятелей раскольнических церковных организаций — Украинской православной церкви Киевского патриархата и Украинской автокефальной православной церкви — и их последователей и признал недействительным решение 1686 года о переходе Киевской митрополии под юрисдикцию Московского патриархата.
3 ноября Порошенко в Стамбуле подписал соглашение о сотрудничестве и взаимодействии Украины со Вселенским патриархатом, текст которого не публиковался, его содержание не раскрывалось. Выступая 7 ноября в Киеве на Международной конференции высокого уровня «Уроки гибридного десятилетия: что нужно знать для успешного движения вперед», Порошенко заявил, что подписанное соглашение — документ в поддержку создания единой Поместной православной церкви в стране; он также потребовал прекращения вмешательства в дела Украины и её церкви со стороны российского государства, элементом которого, по его мнению, является Русская православная церковь.
13 ноября Собор епископов Украинской православной церкви (Московского патриархата) принял решение о том, что епископы, духовенство и прихожане УПЦ не будут участвовать в создании автокефальной церкви Украины. Порошенко попытался уговорить епископат УПЦ Московского патриархата пойти на объединение, однако на встречу с ним согласились приехать лишь три архиерея.
15 декабря 2018 года в Киеве с участием президента Порошенко состоялся объединительный собор, участники которого в основном представляли УПЦ КП, на котором была создана новая церковная структура — Православная церковь Украины.
В январе 2019 года Верховная рада в экстренном порядке приняла закон «О свободе совести и религиозных организаций», который, в частности, предусматривает, что церковь, входящая в структуру религиозной организации «с центром в государстве-агрессоре» (то есть, в первую очередь, Украинская православная церковь), обязана в названии отображать принадлежность к такой религиозной организации за пределами страны.
<…>

## Украина и российский газ
С 1 апреля 2014 года «Газпром» отменил все скидки, предоставлявшиеся правительству Януковича, что привело к повышению стоимости газа для Украины до базовой европейской. Новые украинские власти, однако, не признали отмену скидок. С июня 2014 года начались судебные тяжбы между «Газпромом» и «Нафтогазом Украины» в Стокгольмском арбитраже.
С середины июня 2014 года в связи с ростом украинской задолженности Россия перевела поставки газа на Украину в режим предоплаты, что привело к их прекращению; по газопроводам поставлялся лишь газ, предназначенный для транзита в Европу. Украина не соглашалась на применение механизма предоплаты при поставках газа из России и настаивала на том, чтобы оплата производилась по факту его поступления.
В связи с неурегулированностью этих вопросов Украина увеличила реверсные поставки газа из Европы через газотранспортные системы Польши, Словакии и Венгрии.
С середины февраля 2015 года Украина прекратила подачу газа на территории Донецкой и Луганской областей, контролируемые самопровозглашёнными ДНР и ЛНР, ссылаясь на повреждения газопроводов; в ответ на это «Газпром» стал поставлять газ в эти районы напрямую, однако украинская сторона отказалась признавать эти поставки и оплачивать их. С конца ноября 2015 года Украина перестала закупать российский газ напрямую, заменив его реверсным российским газом из Европы.
К 2017 году общая сумма требований «Газпрома» к «Нафтогазу» по искам в Стокгольмском арбитраже составила 37 млрд долл., а «Нафтогаза» к «Газпрому» — 27 млрд долл. Слушания завершились 11 октября 2017 года. По вопросу о поставках газа на Украину Стокгольмский арбитраж обязал «Нафтогаз» выплатить «Газпрому» 2,019 млрд долларов. По вопросу о транзите через Украину арбитраж обязал «Газпром» выплатить Украине 4,673 млрд долл. по иску за недопоставку согласованных объёмов газа для транзита, но при этом сохранил тарифы на транзит. По итогам зачёта встречных требований «Газпром» был обязан заплатить «Нафтогазу» 2,56 млрд долл.. В марте 2018 года «Газпром» инициировал расторжение всех существующих договоров с Украиной по поставке и транзиту российского газа.
Тем временем украинское руководство присоединилось к кампании США и ряда европейских государств и учреждений против строительства газопровода «Северный поток — 2». В частности, Порошенко заявлял, что газопровод «Северный поток — 2» представляет собой геополитический проект, имеющий целью «подрыв единства Европы» и её «уничтожение», это «попытка ввести против Украины экономическую и энергетическую блокаду и нанести ей значительный ущерб». По мнению Порошенко, как только «Северный поток — 2» заполнится российским газом, идущим в обход Восточной Европы и Украины, Кремль начнёт «ещё более жёсткое наступление» на европейские ценности.

## Скандал с «Укроборонпромом»
25 февраля 2019 года в телепрограмме «Наши деньги» было рассказано о существовании коррупционной схемы закупок для ВСУ контрабандных запчастей из РФ, к которой мог быть причастен бизнес-партнёр президента Порошенко. Согласно информации, полученной журналистами от анонимного источника в правоохранительных органах, для ремонта армейских бронемашин и танков использовались запчасти, завезённые контрабандой из России. Эти запчасти закупались структурами управляющего предприятиями оборонной промышленности госконцерна «Укроборонпром» по завышенным ценам. Разницу между реальной ценой и той, что была указана в документах (в общей сложности, несколько миллионов долларов), присваивали себе перекупщики. Как утверждают журналисты, одним из организаторов схемы был Игорь Гладковский — сын бизнес-партнёра Петра Порошенко Олега Гладковского, который вскоре после избрания Порошенко президентом был назначен заместителем главы СНБО. Как следует из материалов журналистского расследования, Олег Гладковский был в курсе деятельности своего сына и даже получал вознаграждение за то, что его имя использовалось для осуществления афер. В коррупционной схеме был, в частности, задействован завод «Кузня на Рыбальском», который до 2018 года принадлежал Порошенко.
Порошенко потребовалось несколько дней, чтобы официально снять Олега Гладковского с занимаемой должности. Генпрокурор Юрий Луценко заявил, что его ведомство также проводит расследование в отношении поставщиков «Укроборонпрома». Порошенко пообещал, что коррупционеры «принесут в зубах» всё, что украли у армии, и сообщил о нескольких уже заведённых уголовных делах.

## Порошенко и Саакашвили
В 2013 году бывший президент Грузии Михаил Саакашвили покинул страну, где против него было возбуждено несколько уголовных дел. В 2015 году он начал политическую деятельность на Украине. Президент Порошенко назначил его губернатором Одесской области и предоставил ему украинское гражданство, однако в 2016 году Саакашвили был снят с этой должности в связи со значительным ухудшением экономических показателей области. В июле 2017 года Порошенко лишил Саакашвили гражданства. Осенью 2017 года Саакашвили незаконно проник на территорию Украины через Польшу. За это пограничная служба страны лишила его права на въезд до 2021 года.

## Президентские выборы 2019 года
29 января 2019 года, выступая на форуме «От Крут до Брюсселя. Мы идём своим путём», Порошенко выдвинул свою кандидатуру для участия в президентских выборах в качестве независимого кандидата. Порошенко пообещал в случае победы на выборах реализовать свою главную установку «Прочь от Москвы!» и добиться вступления Украины в НАТО и ЕС. Главный смысл его выступления состоял в том, что в новой исторической ситуации Киев стоит перед тем же вызовом, что и в 1918 году, противостоя Москве как главной угрозе украинской государственности. «Прошу у избирателей мандата на то, чтобы гарантировать бесповоротность европейской и евроатлантической интеграции, нашей независимости, чтобы восстановить территориальную целостность страны и принести выгодный Украине мир»,— заявил Порошенко, предупредив, что Россия «не откажется от своих имперских амбиций».
Порошенко в своём выступлении признал, что Украине нужен «холодный мир» с Россией: «Конечно, нужен мир с Россией. Холодный, но мир. Люди устали от войны. На этой болезненной эмоции играет пропаганда России и её сторонники на Украине. Тема войны и мира — одна из главных на выборах, потому что народ будет выбирать не просто президента, но и верховного главнокомандующего». Порошенко пообещал добиваться урегулирования конфликта в Донбассе политико-дипломатическим путём, «обеспечивая единство проукраинской коалиции в мире, Евросоюзе, используя инструмент санкций и механизм миссии ООН на всей территории оккупированного Донбасса».
26 февраля Порошенко подписал принятый 7 февраля Верховной радой закон, в соответствии с которым гражданин «государства-агрессора» или «государства-оккупанта» или иные предложенные этим государством лица не могут быть наблюдателями на президентских, парламентских или местных выборах — таким образом, наблюдатели от России не были допущены на выборы.
В первом туре президентских выборов, состоявшемся 31 марта 2019 года, Порошенко занял второе место, набрав 3 014 609 голосов (15,95 %). Во втором туре 21 апреля набрал 24,45 % голосов, проиграв Владимиру Зеленскому (73,22 %). Ещё до объявления официальных результатов выборов Порошенко признал своё поражение.
Главной темой предвыборной кампании стала российская угроза: все лидеры президентской гонки соревновались в том, кто наиболее эффективно сможет дать ей отпор. Предвыборная кампания действующего президента строилась во многом на противопоставлении Порошенко как единственного непророссийского кандидата всем остальным, которых он прямо обвинял в работе на Москву. На январском форуме «От Крут до Брюсселя», в ходе которого Порошенко объявил о выдвижении своей кандидатуры на второй срок, на экран даже вывели слоган «Или Порошенко, или Путин».
По мнению некоторых экспертов, одной из самых значительных ошибок Петра Порошенко в ходе проигранной им избирательной кампании была попытка перевести конкуренцию с Зеленским в конкуренцию с Путиным: голосуя за Зеленского, ты голосуешь за Путина.
Президент России Владимир Путин назвал итоги выборов в Украине «полным провалом политики Порошенко» и отметил: «Если приходящие к власти люди в Киеве найдут в себе силы реализовать минские соглашения, то мы будем всячески этому содействовать и будем делать все, чтобы нормализовать ситуацию на юго-востоке Украины».

## Итоги развития украинской экономики
На момент вступления Петра Порошенко на пост президента украинская экономика находилась в тяжёлом состоянии. В первом квартале 2014 года падение ВВП составило 1,1 %, во втором квартале ВВП сократился уже на 4,6 %, в целом падение ВВП в 2014 году прогнозировалось до 8-10 %. Международные рейтинговые агентства уже в начале 2014 года снизили долгосрочный кредитный рейтинг Украины в иностранной валюте до преддефолтного уровня. Отрицательно сказались на экономике потеря традиционных рынков сбыта, в первую очередь российского,, а также Донбасса и Крыма. К ноябрю 2013 года золотовалютные резервы страны составляли менее 19 млрд долл. Внешний государственный долг Украины с 31 декабря 2013 по 31 мая 2014 года увеличился почти на 3,9 млрд долл. (10,37 %), составив 41,4 млрд долл., государственный долг страны за этот же период увеличился на 41,31 %, до 825,4 млрд гривен.
В 2016 году падение украинского ВВП удалось остановить. По данным Всемирного банка ВВП Украины в 2013 году составлял 183,31 млрд долл., по итогам 2015 года он упал до 91,031 млрд, после чего стал рости, увеличившись по итогам 2018 года до 130,832 млрд долл. По словам первого вице-премьер-министра Украины — министра экономического развития и торговли Степана Кубива, реальный ВВП Украины за последних три года вырос на 8,4 %, при этом в 2018 году рост экономики Украины был максимальным за последние 7 лет.
По итогам 2018 года государственный долг составил 59 % от ВВП, при том, что в 2016 году отношение госдолга к ВВП было 81,2 %. В ноябре 2018 года совокупный государственный долг Украины составил 74,76 млрд долл., на 30 апреля 2019 года — 79,82 млрд долл.
В то время как объём торговли с Россией упал, Украина нарастила экспорт за счёт рынков Азии и Евросоюза. В структуре товарного экспорта в ЕС лидирует сельскохозяйственная, металлургическая и промышленная продукция. В структуре экспорта услуг лидируют услуги по транспортировке, переработке и в сфере информационных технологий.
Экономический и политический кризис привёл к росту трудовой эмиграции. Трудовые мигранты, уехавшие на заработки за границу, переводят на родину 10 млрд долларов в год. Главным поставщиком валюты в страну стала Польша, откуда переводятся в страну 33,6 % средств; дальше с большим отрывом идут Россия, США, Италия, Чехия.
Начиная с 2014 года в Украине начали развиваться индустриальные и инновационные парки. В целом за годы президентства Порошенко было построено 26 индустриальных парков, 216 заводов и 220 электростанций (в основном солнечных и ветряных).
Были проведены пенсионная реформа, реформы здравоохранения, судебной системы и полиции.
Как отмечают российские политики и эксперты, Украина, утратив традиционные рынки сбыта, вступила в фазу «стремительной деиндустриализации» и, ещё не получив членства в Евросоюзе, уже превратилась в его «аграрно-сырьевой придаток» и стала «самой бедной страной Европы». После событий на Донбассе лидером развития реального сектора экономики стало сельское хозяйство. Украина экспортирует сельскохозяйственной продукции почти на 18 млрд долларов в год. Земли поделены между крупными агрохолдингами.
По мнению международных и украинских экспертов Украина смогла достигнуть прогресса в сферах борьбы с коррупцией и лёгкости ведения бизнеса. Украинский экспорт стал ориентироваться на страны ЕС, так объём экспорта товаров в ЕС вырос с 16 млрд до 20 млрд. Также Украина увеличила долю переработанных продуктов в экспорте на 10 %.

## Уголовное преследование
За день до инаугурации избранного президента Владимира Зеленского на Украину вернулся известный юрист Андрей Портнов, с 2010 по 2014 год работавший заместителем руководителя администрации четвёртого президента Украины Виктора Януковича. В 2014 году после победы Евромайдана Портнов в связи с предъявленными ему обвинениями покинул Украину, оказавшись сначала в России, а потом в Австрии, откуда вёл юридическую борьбу с украинскими властями и смог добиться снятия санкций, наложенных на него Евросоюзом. В ходе президентских выборов он вместе с отдельными представителями власти времён Януковича (Елена Лукаш и другие) активно поддерживал Владимира Зеленского в противовес Порошенко, хотя команда будущего победителя отрицала какую-либо связь с ними. Главной целью своего возвращения Портнов называл организацию уголовного преследования ключевых фигур команды Порошенко, начиная с самого бывшего президента. О своей деятельности в контексте борьбы с Порошенко бывший чиновник сообщал в своём телеграм-канале, где также всячески «троллил» бывшего президента.
Уже 21 мая стало известно, что Государственное бюро расследований Украины возбудило в отношении Порошенко уголовное дело и начало расследование по факту возможной государственной измены в связи с инцидентом в Керченском проливе и дальнейшим введением военного положения. 17 июля, впрочем, Генпрокуратура закрыла дело о «госизмене».
САП и НАБУ расследовали дело по факту превышения Порошенко служебных полномочий в связи с хищениями в госкомпании «Центрэнерго», возбуждённое после заявления бывшего главы правления холдинговой компании «Энергосеть» Дмитрия Крючкова о том, что Порошенко координировал захват «Центрэнерго».
По заявлениям Портнова против Порошенко также были заведены уголовные дела об уклонении от уплаты налогов и последующей легализации средств при покупке телеканала Прямой (летом и в ноябре на телеканале и у его владельца Владимира Макеенко проходили обыски), по факту легализации преступных доходов при офшорных манипуляциях на сумму 300 млн долларов по сделке продажи завода «Кузня на Рыбальском» украинскому бизнесмену и бывшему политику Сергею Тигипко и по факту давления на судей при национализации «Приватбанка».
По мнению обвинения после поражения на президентских выборах, но до вступления в должность Владимира Зеленского Порошенко якобы с целью сохранения контроля над судебной системой страны назначил двух новых судей в Высший совет правосудия. Для того, чтобы осуществить эти назначения, он своим указом изменил процедуру конкурса на замещение этих должностей. В ноябре 2019 года ГБР направило в Генеральную прокуратуру проект постановления, по которому Порошенко может стать подозреваемым в превышении служебных полномочий и действиях, направленных на насильственную смену власти. Отдельно в Генпрокуратуру направили проект представления на снятие с Порошенко депутатской неприкосновенности.
19 июня ГБР по заявлению Портнова открыло уголовное производство о попытке захвата государственной власти. Речь идёт об обстоятельствах назначения в апреле 2016 года на должность премьер-министра Украины Владимира Гройсмана: в тот период в Верховной раде отсутствовала документально оформленная коалиция, в которую входило бы большинство её депутатов, как того требует Конституция.
В сентябре 2019 года ГБР сообщало о наличии 12 дел, в которых фигурирует Пётр Порошенко. Помимо вышеуказанных к ним относились:
- Возможное вмешательство в работу судей путём несвоевременного назначения на должности.
- Возможное нарушение при отмене распоряжений одной из районных администраций Николаевской области при отнесении земельного участка общей площадью 1500 га к землям запаса государственной собственности. Заявитель — депутат «Оппозиционного блока» Михаил Добкин.
- Возможная утрата материальных носителей секретной информации. После вступления в полномочия нового главы государства его команда в здании Администрации президента обнаружила исчезновение аппаратуры (мониторы и серверы, на которых якобы хранилась секретная информация) из помещения ситуационного центра, в котором проводились важные совещания. По словам пресс-секретаря Порошенко Святослава Цеголко, вся техника была арендована президентом за собственные средства и возвращена арендодателю, а конфиденциальной информации на этих серверах никогда не было.
- Завладение имуществом базы «Ивушка» Украинского общества слепых.
- Возможное пересечение границы с использованием поддельных документов для отдыха на Мальдивах. Основано на материалах вышедшего в 2018 году расследования программы «Схемы», согласно которому среди пассажиров чартера, на котором президент и его семья путешествовали из Киева на Мальдивы и обратно, не значилось человека по имени «Петр Порошенко».
- возможная причастность к незаконной отправке киевского районного судьи Николая Чауса в Молдову.
- незаконное задержание Михаила Саакашвили и незаконное перемещение его за пределы территории Украины (в ноябре 2019 года Верховный суд Украины постановил, что процедура выдворения была законной).

16 октября прокуратура Панамы после проведённой двухмесячной проверки приняла решение о закрытии дела, открытого по заявлению Андрея Портнова.
11 декабря 2019 года ГБР по очередному обращению Портнова завело уголовное дело по статье «Государственная измена» по факту возможного предательства бывшим президентом национальных интересов государства при подписании Минского соглашения в феврале 2015 года.

## Обнародование аудиозаписей
В мае — июле 2020 года депутат Верховной рады Андрей Деркач обнародовал записи телефонных разговоров, компрометирующие экс-президента Украины Петра Порошенко.
По словам Деркача, записи были переданы ему неназванными «журналистами-расследователями», которые утверждали, что запись разговоров делал сам Порошенко. При этом перед обнародованием первых записей он сделал оговорку: «С юридической точки зрения по слайдам и текстам прошу понимать фамилии Порошенко, Керри и Байден как людей, голоса которых очень похожи на голоса действующих на тот момент высших должностных лиц Украины и Соединённых Штатов». Деркач также заявил на пресс-конференции, что он передал «все имеющиеся сегодня в нашем распоряжении многочасовые записи вместе с заявлением о госизмене, а также о фактах международной коррупции в офис генерального прокурора для регистрации уголовного производства».
В сентябре 2020 года против Деркача были введены американские санкции по обвинению в попытках вмешательства в президентские выборы.

## Оценки
- «… У вас есть большие причины, чтобы быть гордым. Вы проводите реформы, которые действительно эффективны, и одновременно вы защищаете ваш народ от очень циничной и бездумной агрессии. Впервые в нашей общей европейской истории мы видим такое противостояние, храбрость и прагматизм. Вы одновременно герои и прагматики. Это что-то действительно уникальное и величественное. Благодарен за вашу личную роль в этом. Вы имеете хорошие причины чувствовать себя гордым. Знайте, что ваша репутация и репутация всей Украины очень высока не только в Брюсселе, но и во всех столицах стран-членов ЕС. Вы её заслужили. Лучшая форма уважения, которую можно отдать жертвам революции, — это сделать все возможное для продолжения реформ, построения лучших стандартов демократии» (Дональд Туск 18.02.2019).[228]
- «… Порошенко … довёл страну до такого эмоционального состояния, что люди очень захотели поверить не ему, лжецу,— а любому честному человеку… Большинство позитивного в эти годы происходило не благодаря ему, а вопреки… Можно только представить себе — чего можно было бы достичь стране, не сконцентрируйся он на борьбе за власть и деньги» (Арсен Аваков, 31.07.2019).[229]
- По мнению Financial Times реформы времён Порошенко послужили основанием для дальнейшего экономического роста Украины. Так отмечается что Порошенко решил сложные проблемы Украинской экономики, за что заплатил «политическую цену» в виде своего рейтинга. Издание положительно оценило усилия в очистке неэффективного банковского сектора, а также антикоррупционную политику которая начала со временем давать свои плоды.[230]
- «На самом деле есть большая разница между правдой и ложью, служением государству и людям и созданием схем собственного обогащения, демократией и узурпацией власти, погоней за деньгами и моральными ценностями. Мне жаль, что большой надеждой и поддержкой людей он (Порошенко) пожертвовал ради своих частных интересов» (Владимир Гройсман, 31.07.2019).[229]
- «…Порошенко возвёл в ранг государственной политики антироссийскую истерию и радикальную русофобию, с которой он практически не расстаётся последние два года и пытается уничтожить всё, что с этим связано, в том числе и сделать так, чтобы никаких отношений между Россией и Украиной не было, — это его умышленная, целенаправленная, принципиальная и последовательная позиция» (Виктор Медведчук, 23.04.2019).[231]

## Комментарии
1. ↑  Закон України Про увічнення перемоги над нацизмом у Другій світовій війні 1939—1945 років. Дата обращения: 17 октября 2019. Архивировано 7 октября 2015 года.
2. ↑  Закон України Про доступ до архівів репресивних органів комуністичного тоталітарного режиму 1917—1991 років. Дата обращения: 17 октября 2019. Архивировано 3 марта 2016 года.